# Habitatges a la ronda Prim, 58-60
Els Habitatges a la ronda Prim, 58-60 era una obra modernista de Mataró (Maresme).

## Descripció
Era una agrupació de quatre cases d'escaleta de planta baixa i pis que feia cantonada i formava conjunt amb la casa de planta baixa del carrer Velázquez núm. 29. Destacava la verticalitat de les obertures i la sinuositat de les capçaleres ondulades separades per pinacles que a manera d'acroteri rematen l'edifici. Del pla de façana, arrebossat, destacava els petits relleus que emmarcaven les obertures i les espitlleres de ventilació de les golfes.

## Història
La casa de mitjan segle xix introduïa una nova variable: la casa escaleta. Es tracta d'una casa de planta baixa i pis amb un habitatge a cada planta. A la planta pis s'hi accedeix des del carrer per una escala d'un sol tram, l'escaleta. A vegades la casa d'escaleta té dos pisos, en aquest cas el segon tram d'escala serà de dos trams, central, a la manera habitual de les cases entre mitgeres.
Les cases d'escaleta tenen dos portals al carrer: un correspon a la planta baixa i l'altre a la planta pis.